# Nina Interwies
Nina Interwies (* 12. März 1993 in Kiel) ist eine deutsche Beachvolleyballspielerin.

## Karriere
Interwies spielte von 2007 bis 2009 diverse Nachwuchsturniere mit wechselnden Partnerinnen. 2010 erreichte sie bei der Smart Beach Tour in Norderney mit Anika Krebs den neunten Rang. Mit Sara Stängle wurde sie Neunte der U18-Europameisterschaft in Porto. Mit Luise Rossek wurde sie deutsche Vizemeisterin der U19. 2011 wiederholte sie diesen Erfolg. In den folgenden Jahren spielte sie in unterschiedlichen Besetzungen Turniere der Kategorien 1 und 2 sowie Qualifikationen bei der Smart Beach Tour. Von 2015 bis 2016 studierte sie an der Georgia State University. Mit Anisa Sarac erreichte sie in Binz das Hauptfeld und den 13. Platz.
Seit 2018 bildet Interwies ein Team mit Larissa Claaßen. Auf der Techniker Beach Tour 2018 kamen Claaßen/Interwies in Münster über die Qualifikation ins Hauptfeld und belegten den 13. Platz. In Düsseldorf erreichten sie den fünften Platz. In Kühlungsborn standen sie direkt im Hauptfeld und wurden wieder Fünfte. Danach gab es zwei 13. Plätze in Leipzig und Zinnowitz. Damit schafften Claaßen/Interwies in ihrem ersten gemeinsamen Jahr die Qualifikation für die Deutsche Beachvolleyball-Meisterschaft 2018 in Timmendorfer Strand, wo sie ebenfalls den 13. Platz belegten. Die Techniker Beach Tour 2019 begannen sie mit zwei neunten Plätzen in Münster und Düsseldorf. In Nürnberg kamen sie auf den 13. Rang und in Dresden wurden sie wieder Neunte. Bei den Strandturnieren gab es drei fünfte Plätze und in Kühlungsborn den 13. Rang. Die Deutsche Beachvolleyball-Meisterschaft 2019 schlossen Claaßen/Interwies wie im Vorjahr auf dem 13. Platz ab. 2020 qualifizierten sie sich über die Comdirect Beach Tour 2020 für die deutsche Meisterschaft.